# Рынок Кармель

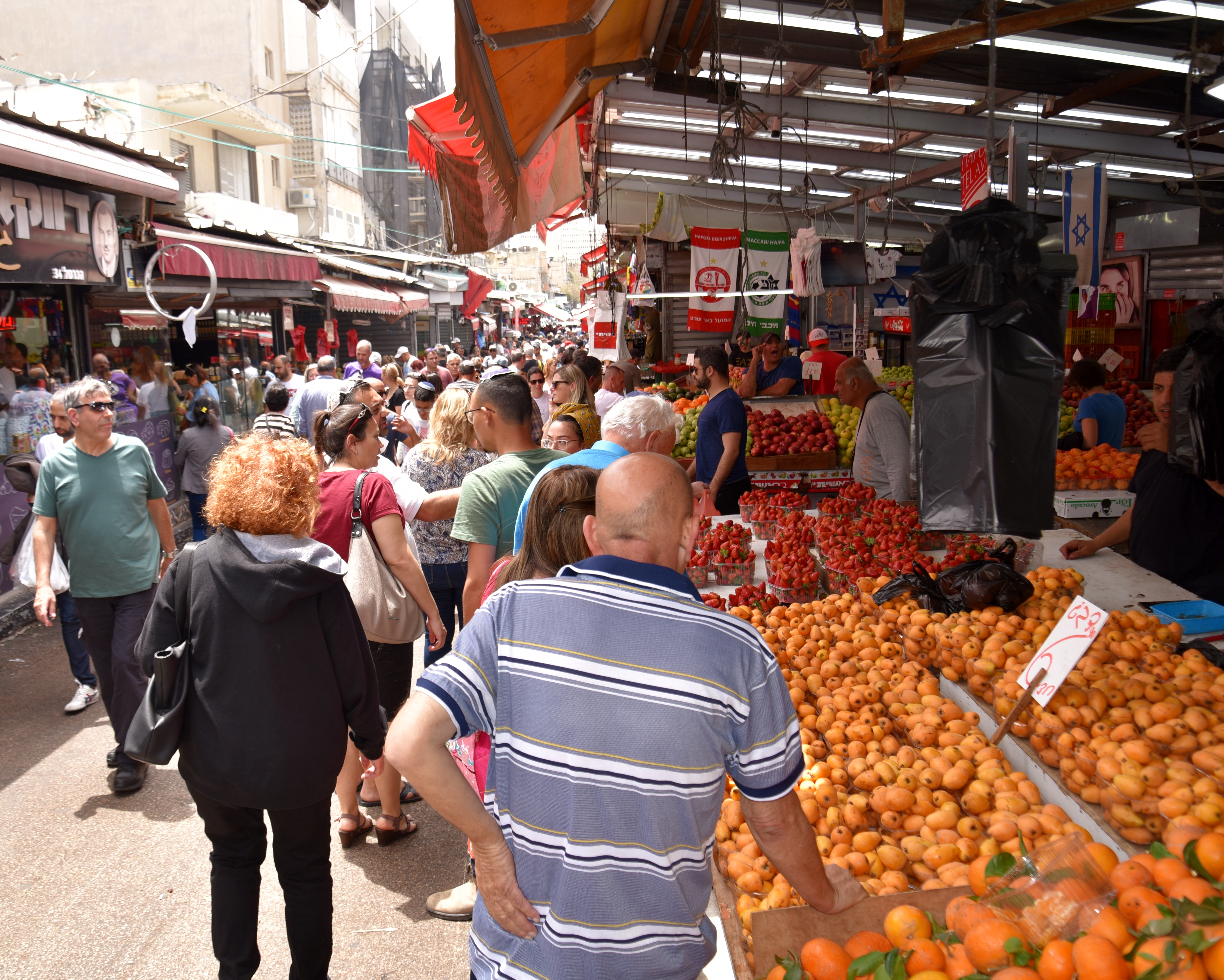
Рынок Кармель, 2019.

Рынок Кармель (ивр. שוק הכרמל‎, Шук ха-Кармель) — рынок в Тель-Авиве, Израиль. Это самый крупный открытый базар в Тель-Авиве.
Землю для рынка выкупил Артур Руппин в 1913 году.
Рынок граничит с улицей Алленби и площадью Маген Давид, и в основном расположен вдоль улицы Кармель (которая переходит в улицу короля Георга после площади Маген Давид, но с течением времени расширялась до других улиц, таких как улица Нахалат Биньямин.
Рынок открыт ежедневно, кроме субботы. На рынке в основном продают еду, а также домашнюю утварь и цветы. По вторникам и пятницам независимые художники продают свои работы, ювелирные изделия и предметы искусства на улице Нахалат-Беньямин.